# خفاش میوه‌خوار بینی‌لوله‌ای پالاس
خفاش میوه‌خوار بینی‌لوله‌ای پالاس (نام علمی: Nyctimene cephalotes) نام یک گونه از سرده خفاش‌های میوه‌خوار بینی‌لوله‌ای است.